# Sengoku Yoshito
Sengoku Yoshito (仙谷 由人 (Tiên Cốc Do Nhân)) (15 tháng 1, 1946 - 11 tháng 10, 2018) là chính trị gia người Nhật Bản. Ông từng làm nhiều chức vụ trong chính phủ Nhật Bản. Ông cũng là cựu thành viên của Đảng Dân chủ Nhật Bản.